# Катарина Стојановић (глумица)
Катарина Стојановић (Косовска Митровица, 1980) је српска глумица Центра за културу и образовање Раковица у Београду.

## Биографија
Дипломирала је на Факултету уметности у Приштини на драмском одсеку, за позориште, филм, радио и телевизију. Године 1997. учествовала је на великој сцени Народног позоришта Приштина, у представама позоришног и филмског режисера Југа Радивојевића. Због ратних дешавања на Косову и Метохији и бомбардовања СФРЈ, преселила се у Београд где је наставила са уметничким радом.

## Професионални рад
Први њен пројекат је монодрама „Лилика” по тексту Драгослава Михајловића реализована 2001. године, са запаженим позитивним оценама од стране позоришних уметника и критичара. Од стране Удружења драмских уметника Србије и Секретаријата за културу Србије додељен јој је статус самосталног драмског уметника у оквиру којег наставља даљи рад. На позив Милорада Мандића Манде и Саше Пантића, играла је у великом новогодишњем спектаклу у Дому Синдиката у Београду, са колегама Бранком Бабовићем, Милицом Благојевић, Бором Ненићем, Ањом Радојковић и многим другима. Серија истих представа је такође реализована у оквиру Гранд продукције Саше Поповића. Са њима је стекла публику у Београду, широм Србије, Црне Горе и Босне и Херцеговине.
По комаду „Чаробна фрула” Волфанга Амадеуса Моцарта, у јединој луткарској опери у свету и у Србији, Катарина је тумачила главни лик принцезе Памине. За допринос на истој представи, награђена је многим захвалницама и признањима. Каријеру наставља 2004. године на сцени Центра за културу Раковица у Београду, главном улогом у представи „Црвенкапа и збуњени вук” по тексту Радета Павелкића у режији драмског уметника Игора Дамњановића. Следе наступи и главне улоге како на дечијој, тако и на вечерњој сцени: „Графит за моју Ану” Моме Капора, „Како су се волеле две жабе”, „Успавана лепотица”, „Петар Пан”, „Гусарско благо”, „Пепељуга”, а посебно се истакла у вечерњим представама „Деца пакла” по тексту Јована Букелића у драматизацији Радомира Путника, у режији Миомира Микија Стаменковића, као и у представама „Да ли је то била шева” Милана Кундаковића и „Драга Јелена Сергејевна” по тексту Људмиле Разумовске у режији Слободана Ж. Јовановића. Изводећи улоге у тим представама успешно је наступала на културним манифестацијама, од „Лета на Гардошу”, много пута под покровитељством општине Земун и Града Београда до „Барских љетописа” у Бару.
Упоредо са културном каријером, добија главну женску улогу у првом делу документарног филма „Разбојници Баната” у режији Ивана Ракиџића, у којем игра са колегама: Властом Велисављевићем, Миленком Павловим, Миланом Цацијем Михаиловићем и другима. Радња филма који није представљен јавности смештена је у Војводини у периоду од 18. до 19. века.
У оквиру мултимедијалне представе књижевника Драгана Дамјановића „Пророчанство Немањине жене” Катарина је дала свој допринос у обнови манастира Св. Анастасије код Куршумлије. У представи је играла са певачицом Мајом Николић и колегиницом Аном Сакић. Након успешне и одлично медијски испраћене премијере истоимене представе, Катарина је наставила турнеју тумачећи лик монахиње Теодоре. На свечаној концертној, градској манифестацији „Видовданске свечаности” 2017. године, под покровитељством Покрета за Косово и Метохију, Владине канцеларије за Косово и Метохију и Министарства за културу Србије, водила је културни програм о Косову и Метохији.
Осим што је имала премијеру представе Принцеза на зрну грашка у којој је тумачила главну улогу, Катарина је играла у необјављеном филму - мелодрами са елементима трилера Сам редитељке Милене Грујић са колегама Ањом Мандић, Сашом Торлаковићем и другима.

## Награде и признања
Поред многобројних захвалница и признања, 2017. године, одлуком Српске Краљевске Академије научника и уметника, награђена је значајним и престижним признањем за допринос култури и очувању нематеријалне културне баштине државе Србије.
Признањем, Дама 2017. организатори су крунисали глумичин јубиларни 15. годишњи рад.